# Claus Olesen
Claus Olesen (født 21. august 1974 i Galten) er en dansk sejlsportsmand, der har deltaget i to olympiske lege.
Claus Olesen, der har en ph.d. i medicin, har været på sejlsportslandsholdet siden 1997. Han stiller op for Kongelig Dansk Yachtklub. Han har sejlet flere bådtyper, blandt andet soling, drage og matchrace. Han var med på Jesper Banks hold i America's Cup i perioden 2000-2002.
Ved OL 2004 i Athen var Olesen sammen med Nicklas Holm udtaget i starbåd-klassen, og parret opnåede en samlet niendeplads, der blandt andet kom i stand efter andenpladser i tredje og fjerde sejlads.
Olesen blev også udtaget til OL 2012 i London, denne gang sammen med Michael Hestbæk, efter at de to sejlere havde vundet bronze i starbåd-klassen ved VM i Hyeres i Frankrig i begyndelsen af maj 2012. Der var tale om en nationskvalifikation, men parret blev senere udtaget til legene, hvor de blev nummer elleve med en tredjeplads i ottende sejlads som bedste resultat.
Claus Olesen har siden OL i 2012 lagt sin sejlsportskarriere lidt på hylden for at koncentrere sig om en forskerkarriere i medicin.